# Маячка (притока Самари)
Маячка, Кислячкова — річка в Україні, ліва притока Самари.  
Протікає  Кислячковою балкою. Тече на сході міста Дніпро, у центрі Дніпропетровської області зі південного сходу на північний захід. 
Джерела річки у селищі Яворницьке. Далі тече на півдні селища Сад. Протікає через міські райони Ігрень і впадає у Самарську затоку біля Одинківки. На Ксен'ївці має праву притоку з Широкого буєраку, що обминає Нову Ігрень з північного краю. 
Через річку прокладено 35 мостів та містків.